# Stavns Fjord

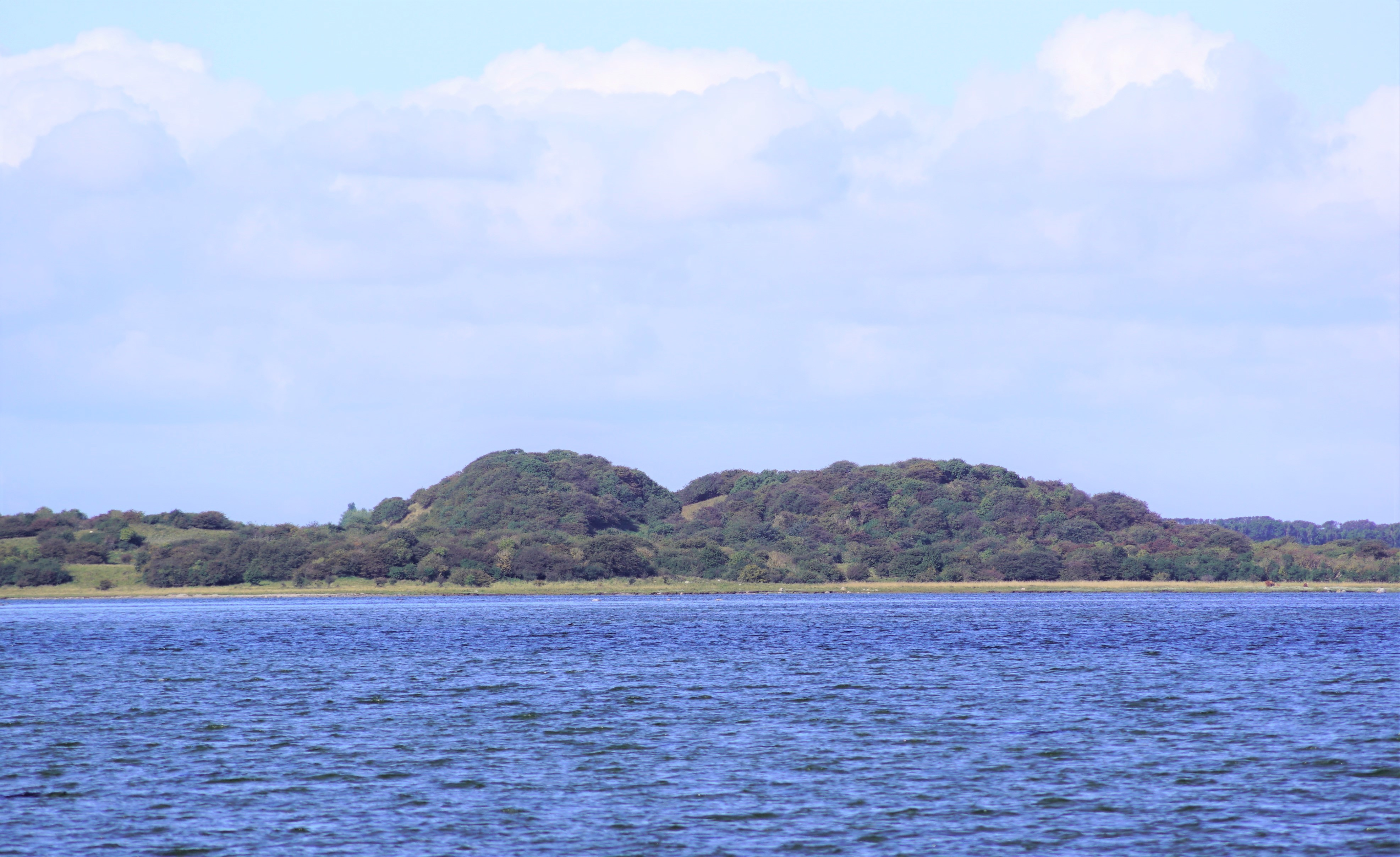
Hjortholm i Stavns Fjord.

Stavns Fjord är en vik i Danmark. Den ligger i Region Mittjylland, i den centrala delen av landet vid Samsø och Stora Bält.